# Brasil tại Thế vận hội
Brasil tham gia Thế vận hội lần đầu năm 1920,. Quốc gia này sau đó liên tục gửi vận động viên (VĐV) tới các kỳ Thế vận hội Mùa hè, trừ đại hội năm 1928. Tính tới 2016, các VĐV Brasil đã mang về 129 huy chương ở 15 môn thể thao Mùa hè. Brasil tham gia Thế vận hội Mùa đông từ năm 1992, dù đến nay chưa VĐV Brasil nào giành được huy chương tại sân chơi này. Thành tích tốt nhất của đoàn Brasil tại Thế vận hội Mùa đông là vị trí thứ 9 chung cuộc trượt ván trên tuyết kỳ năm 2010, công lao thuộc về VĐV Isabel Clark Ribeiro. Vì Brasil gần như là một nước nhiệt đới, cho tới nay những thành quả Olympic quan trọng nhất đất nước Nam Mỹ này gặt hái được đều ở các kỳ vận hội Mùa hè.
Bóng chuyền (trong nhà và bãi biển), thuyền buồm và judo là những môn thu về nhiều huy chương nhất cho Brasil tại Thế vận hội Mùa hè. Brasil cũng từng làm chủ nhà một Thế vận hội Mùa hè, năm 2016. Kỳ đại hội này đánh dấu lần tham dự Olympic thành công nhất từ trước tới nay của Brasil với 7 huy chương vàng và tổng cộng 18 tấm huy chương. Những kết quả tốt nhất trước đó là 5 huy chương vàng (năm 2004, ở Athens), và tổng cộng 17 huy chương (năm 2012, ở Luân Đôn). Một VĐV từ Brasil đã được trao huy chương Pierre de Coubertin: Vanderlei de Lima, một VĐV chạy đường dài bị tấn công bởi một khán giả trong phần thi marathon dành cho nam tại kỳ năm 2004 ở Athens, Hy Lạp, khi anh đang dẫn đầu cuộc đua. Lima tụt xuống vị trí thứ ba, nhận tấm huy chương đồng. Dù vậy, anh vẫn ăn mừng kết quả của mình, thể hiện một tinh thần thể thao tuyệt vời.
Ủy ban Olympic quốc gia của Brasil được thành lập năm 1914 và được công nhận năm 1935. Thành phố Rio de Janeiro, Brasil là nơi đăng cai Thế vận hội Mùa hè 2016, đánh dấu lần đầu tiên một quốc gia vùng Nam Mỹ tổ chức Thế vận hội. Đây cũng là lần đầu tiên một nước thuộc cộng đồng nói tiếng Bồ Đào Nha là chủ nhà Olympic. Rio là thành phố thứ hai ở Mỹ Latinh diễn ra Thế vận hội Mùa hè, sau Thành phố Mexico năm 1968, và Brasil cho tới thời điểm này mới chỉ là đất nước thứ hai ở bán cầu nam tổ chức Thế vận hội, sau Úc vào các năm 1956 và 2000. Brasil chưa từng tổ chức Thế vận hội Mùa đông.

Số lượng huy chương Brasil giành được trong khoảng thời gian từ 1896 đến 2012.

## Các kỳ Thế vận hội đã tổ chức
Brasil đã làm chủ nhà một kỳ Thế vận hội Mùa hè.
| Thế vận hội             | Thành phố đăng cai             | Thời gian      | Số nước tham dự | Số VĐV | Số nội dung thi đấu |
| ----------------------- | ------------------------------ | -------------- | --------------- | ------ | ------------------- |
| Thế vận hội Mùa hè 2016 | Rio de Janeiro, Rio de Janeiro | 5 – 21 tháng 8 | 207             | 11,303 | 306                 |

## Bảng huy chương
Thế vận hội do Brasil tổ chức nằm trong ô viền đỏ

### Huy chương tại các kỳ Thế vận hội Mùa hè
| Thế vận hội           | Số VĐV        | Vàng          | Bạc           | Đồng          | Tổng số       | Xếp thứ       |
| 1896–1912             | không tham dự | không tham dự | không tham dự | không tham dự | không tham dự | không tham dự |
| Antwerpen 1920        | 21            | 1             | 1             | 1             | 3             | 15            |
| Paris 1924            | 12            | 0             | 0             | 0             | 0             | –             |
| Amsterdam 1928        | không tham dự | không tham dự | không tham dự | không tham dự | không tham dự | không tham dự |
| Los Angeles 1932      | 67            | 0             | 0             | 0             | 0             | –             |
| Berlin 1936           | 73            | 0             | 0             | 0             | 0             | –             |
| Luân Đôn 1948         | 70            | 0             | 0             | 1             | 1             | 34            |
| Helsinki 1952         | 108           | 1             | 0             | 2             | 3             | 24            |
| Melbourne 1956        | 44            | 1             | 0             | 0             | 1             | 24            |
| Roma 1960             | 72            | 0             | 0             | 2             | 2             | 39            |
| Tokyo 1964            | 61            | 0             | 0             | 1             | 1             | 35            |
| Thành phố México 1968 | 76            | 0             | 1             | 2             | 3             | 35            |
| München 1972          | 81            | 0             | 0             | 2             | 2             | 41            |
| Montréal 1976         | 81            | 0             | 0             | 2             | 2             | 36            |
| Moskva 1980           | 109           | 2             | 0             | 2             | 4             | 17            |
| Los Angeles 1984      | 151           | 1             | 5             | 2             | 8             | 19            |
| Seoul 1988            | 171           | 1             | 2             | 3             | 6             | 24            |
| Barcelona 1992        | 195           | 2             | 1             | 0             | 3             | 25            |
| Atlanta 1996          | 225           | 3             | 3             | 9             | 15            | 25            |
| Sydney 2000           | 205           | 0             | 6             | 6             | 12            | 53            |
| Athens 2004           | 247           | 5             | 2             | 3             | 10            | 16            |
| Bắc Kinh 2008         | 277           | 3             | 4             | 9             | 16            | 22            |
| Luân Đôn 2012         | 259           | 3             | 5             | 9             | 17            | 22            |
| Rio de Janeiro 2016   | 465           | 7             | 6             | 6             | 19            | 13            |
| Tokyo 2020            | chưa diễn ra  | chưa diễn ra  | chưa diễn ra  | chưa diễn ra  | chưa diễn ra  | chưa diễn ra  |
| Tổng số               | Tổng số       | 30            | 36            | 62            | 128           | 35            |

### Huy chương tại các kỳ Thế vận hội Mùa đông
| Thế vận hội              | Số VĐV        | Vàng          | Bạc           | Đồng          | Tổng số       | Xếp thứ       |
| 1924–1988                | không tham dự | không tham dự | không tham dự | không tham dự | không tham dự | không tham dự |
| Albertville 1992         | 7             | 0             | 0             | 0             | 0             | –             |
| Lillehammer 1994         | 1             | 0             | 0             | 0             | 0             | –             |
| Nagano 1998              | 1             | 0             | 0             | 0             | 0             | –             |
| Thành phố Salt Lake 2002 | 10            | 0             | 0             | 0             | 0             | –             |
| Torino 2006              | 9             | 0             | 0             | 0             | 0             | –             |
| Vancouver 2010           | 5             | 0             | 0             | 0             | 0             | –             |
| Sochi 2014               | 13            | 0             | 0             | 0             | 0             | –             |
| Pyeongchang 2018         | 9             | 0             | 0             | 0             | 0             | –             |
| Bắc Kinh 2022            | chưa diễn ra  | chưa diễn ra  | chưa diễn ra  | chưa diễn ra  | chưa diễn ra  | chưa diễn ra  |
| Tổng số                  | Tổng số       | 0             | 0             | 0             | 0             | –             |

### Huy chương theo môn Mùa hè
| Môn                       | Vàng | Bạc | Đồng | Tổng số |
| ------------------------- | ---- | --- | ---- | ------- |
| Thuyền buồm               | 7    | 3   | 8    | 18      |
| Điền kinh                 | 5    | 3   | 9    | 17      |
| Bóng chuyền               | 5    | 3   | 2    | 10      |
| Judo                      | 4    | 3   | 15   | 22      |
| Bóng chuyền bãi biển      | 3    | 7   | 3    | 13      |
| Bóng đá                   | 1    | 5   | 2    | 8       |
| Bơi lội                   | 1    | 4   | 9    | 14      |
| Thể dục nghệ thuật        | 1    | 2   | 1    | 4       |
| Bắn súng                  | 1    | 2   | 1    | 4       |
| Quyền Anh                 | 1    | 1   | 3    | 5       |
| Đua ngựa                  | 1    | 0   | 2    | 3       |
| Canoeing và kayaking      | 0    | 2   | 1    | 3       |
| Bóng rổ                   | 0    | 1   | 4    | 5       |
| Taekwondo                 | 0    | 0   | 2    | 2       |
| Năm môn phối hợp hiện đại | 0    | 0   | 1    | 1       |
| Tổng số (15 đơn vị)       | 30   | 36  | 63   | 129     |

### Huy chương theo giới tính
| Giới tính          | Vàng | Bạc | Đồng | Tổng số |
| ------------------ | ---- | --- | ---- | ------- |
| Nam                | 22   | 29  | 47   | 98      |
| Nữ                 | 7    | 7   | 14   | 28      |
| Hỗn hợp            | 1    | 0   | 2    | 3       |
| Tổng số (3 đơn vị) | 30   | 36  | 63   | 129     |

## Các VĐV giành huy chương

### Các VĐV giành được từ 3 huy chương trở lên
Dựa theo dữ liệu chính thức của Ủy ban Olympic Quốc tế, dưới đây là danh sách những người, đại diện Brasil, đã mang về 3 huy chương Thế vận hội hoặc nhiều hơn, xếp hạng theo số huy chương đoạt được. Cụ thể, xét lần lượt tổng số huy chương, số huy chương vàng, bạc, đồng và lần tham dự Thế vận hội đầu tiên. 
| STT | VĐV                  | Môn thi đấu          | Các kỳ dự | Số kỳ dự | Giới tính | Vàng | Bạc | Đồng | Tổng số |
| --- | -------------------- | -------------------- | --------- | -------- | --------- | ---- | --- | ---- | ------- |
| 1   | Robert Scheidt       | Thuyền buồm          | 1996–2016 | 6        | Nam       | 2    | 2   | 1    | 5       |
| 2   | Torben Grael         | Thuyền buồm          | 1984–2004 | 6        | Nam       | 2    | 1   | 2    | 5       |
| 3   | Sérgio Santos        | Bóng chuyền          | 2004–2016 | 4        | Nam       | 2    | 2   | 0    | 4       |
| 4   | Gustavo Borges       | Bơi lội              | 1992–2004 | 4        | Nam       | 0    | 2   | 2    | 4       |
| 5   | Marcelo Ferreira     | Thuyền buồm          | 1992–2004 | 4        | Nam       | 2    | 0   | 1    | 3       |
| 6   | Dante Amaral         | Bóng chuyền          | 2000–2012 | 4        | Nam       | 1    | 2   | 0    | 3       |
| 6   | Gilberto Godoy Filho | Bóng chuyền          | 2000–2012 | 4        | Nam       | 1    | 2   | 0    | 3       |
| 6   | Rodrigo Santana      | Bóng chuyền          | 2004–2012 | 3        | Nam       | 1    | 2   | 0    | 3       |
| 6   | Bruno Rezende        | Bóng chuyền          | 2008–2016 | 3        | Nam       | 1    | 2   | 0    | 3       |
| 10  | Emanuel Rego         | Bóng chuyền bãi biển | 1996–2012 | 5        | Nam       | 1    | 1   | 1    | 3       |
| 10  | Ricardo Santos       | Bóng chuyền bãi biển | 2000–2012 | 4        | Nam       | 1    | 1   | 1    | 3       |
| 12  | Hélia Souza          | Bóng chuyền          | 1992–2008 | 5        | Nữ        | 1    | 0   | 2    | 3       |
| 12  | Rodrigo Pessoa       | Cưỡi ngựa            | 1992–2012 | 6        | Nam       | 1    | 0   | 2    | 3       |
| 12  | César Cielo Filho    | Bơi lội              | 2008–2012 | 2        | Nam       | 1    | 0   | 2    | 3       |
| 15  | Isaquias Queiroz     | Canoeing             | 2016      | 1        | Nam       | 0    | 2   | 1    | 3       |

## Những VĐV cầm cờ cho đoàn tại các kỳ Thế vận hội
| Thế vận hội           | VĐV                           | Môn thi đấu               |
| --------------------- | ----------------------------- | ------------------------- |
| Luân Đôn 1908         | không tham dự                 | không tham dự             |
| Stockholm 1912        | không tham dự                 | không tham dự             |
| Antwerpen 1920        | Afrânio da Costa              | Bắn súng                  |
| Paris 1924            | Alfredo Gomes                 | Điền kinh                 |
| Amsterdam 1928        | không tham dự                 | không tham dự             |
| Los Angeles 1932      | Lúcio de Castro               | Điền kinh                 |
| Berlin 1936           | Antônio Pereira Lira          | Điền kinh                 |
| Luân Đôn 1948         | Sylvio de Magalhães Padilha   | Điền kinh                 |
| Helsinki 1952         | Mário Jorge da Fonseca Hermes | Bóng rổ                   |
| Melbourne 1956        | Adhemar Ferreira da Silva     | Điền kinh                 |
| Roma 1960             | Adhemar Ferreira da Silva     | Điền kinh                 |
| Tokyo 1964            | Wlamir Marques                | Bóng rổ                   |
| Thành phố México 1968 | João Gonçalves Filho          | Bóng nước                 |
| München 1972          | Luiz Cláudio Menon            | Bóng rổ                   |
| Montréal 1976         | João Carlos de Oliveira       | Điền kinh                 |
| Moskva 1980           | João Carlos de Oliveira       | Điền kinh                 |
| Los Angeles 1984      | Eduardo de Souza Ramos        | Thuyền buồm               |
| Seoul 1988            | Walter Carmona                | Judo                      |
| Barcelona 1992        | Aurélio Miguel                | Judo                      |
| Atlanta 1996          | Joaquim Cruz                  | Điền kinh                 |
| Sydney 2000           | Sandra Pires                  | Bóng chuyền bãi biển      |
| Athens 2004           | Torben Grael                  | Thuyền buồm               |
| Bắc Kinh 2008         | Robert Scheidt                | Thuyền buồm               |
| Luân Đôn 2012         | Rodrigo Pessoa                | Cưỡi ngựa                 |
| Rio de Janeiro 2016   | Yane Marques                  | Năm môn phối hợp hiện đại |

| Thế vận hội              | VĐV                     | Môn thi đấu                              |
| ------------------------ | ----------------------- | ---------------------------------------- |
| 1924–1988                | không tham dự           | không tham dự                            |
| Albertville 1992         | Hans Egger              | Trượt tuyết đổ đèo                       |
| Lillehammer 1994         | Lothar Christian Munder | Trượt tuyết đổ đèo                       |
| Nagano 1998              | Marcelo Apovian         | Trượt tuyết đổ đèo                       |
| Thành phố Salt Lake 2002 | Mirella Arnhold         | Trượt tuyết đổ đèo                       |
| Torino 2006              | Isabel Clark Ribeiro    | Trượt ván trên tuyết                     |
| Vancouver 2010           | Isabel Clark Ribeiro    | Trượt ván trên tuyết                     |
| Sochi 2014               | Jaqueline Mourão        | Hai môn phối hợp / Trượt tuyết băng đồng |
| Pyeongchang 2018         | Edson Bindilatti        | Xe trượt lòng máng                       |